# X-Men: Reign of Apocalypse
X-Men: Reign of Apocalypse ist ein Videospiel, das auf dem gleichnamigen Heldentruppe aus den Marvel Comics basiert.

## Inhalt
Als die X-Men von ihrer Reise im Mojoverse zurückkehren, entdeckten sie das ihr Haus zerstört wurde. Bald finden die X-Men, dass sie sich in einem alternativen Universum unter der Kontrolle des bösen Mutanten Apocalypse befinden. Die X-Men müssen sich durch Apocalypses Armee von Sentinels und gegen feindliche Mutanten kämpfen, damit sie in ihr Universum zurückkehren können.

## Spielprinzip
Das Spiel ist ein Side-Scrolling-Action-Beat 'em up mit 12 unterschiedlichen Levels. Jedes Level hat einen Bossgegner. Der Spieler muss die Gegner besiegen, damit man Punkte im Spiel bekommt. Durch die Punkte kann man seine Stufe steigern und dadurch kann man sein Charakter verbessern. Man kann im Spiel Wolverine, Cyclops, Storm, and Rogue steuern. Außerdem beinhaltet das Spiel ein Mehrspielermodus. Man kann bis zu zwei Spieler im Kampagne spielen oder man kann gegeneinander antreten.

## Rezeption
X-Men: Reign of Apocalypse erhielt überwiegend durchschnittliche Kritiken. Laut Metacritic erhielt das Spiel 61 von 100 Punkten. GameRankings vergab 59,34 %. GameSpot gab dem Spiel eine Empfehlung, aber kritisierte das simple Gameplay und dem Ende vom Spiel. Nintendojo bezeichnete das Spiel als lustig und kritisierte, dass das Spiel zu kurz sei.